# Habscheider Mühle

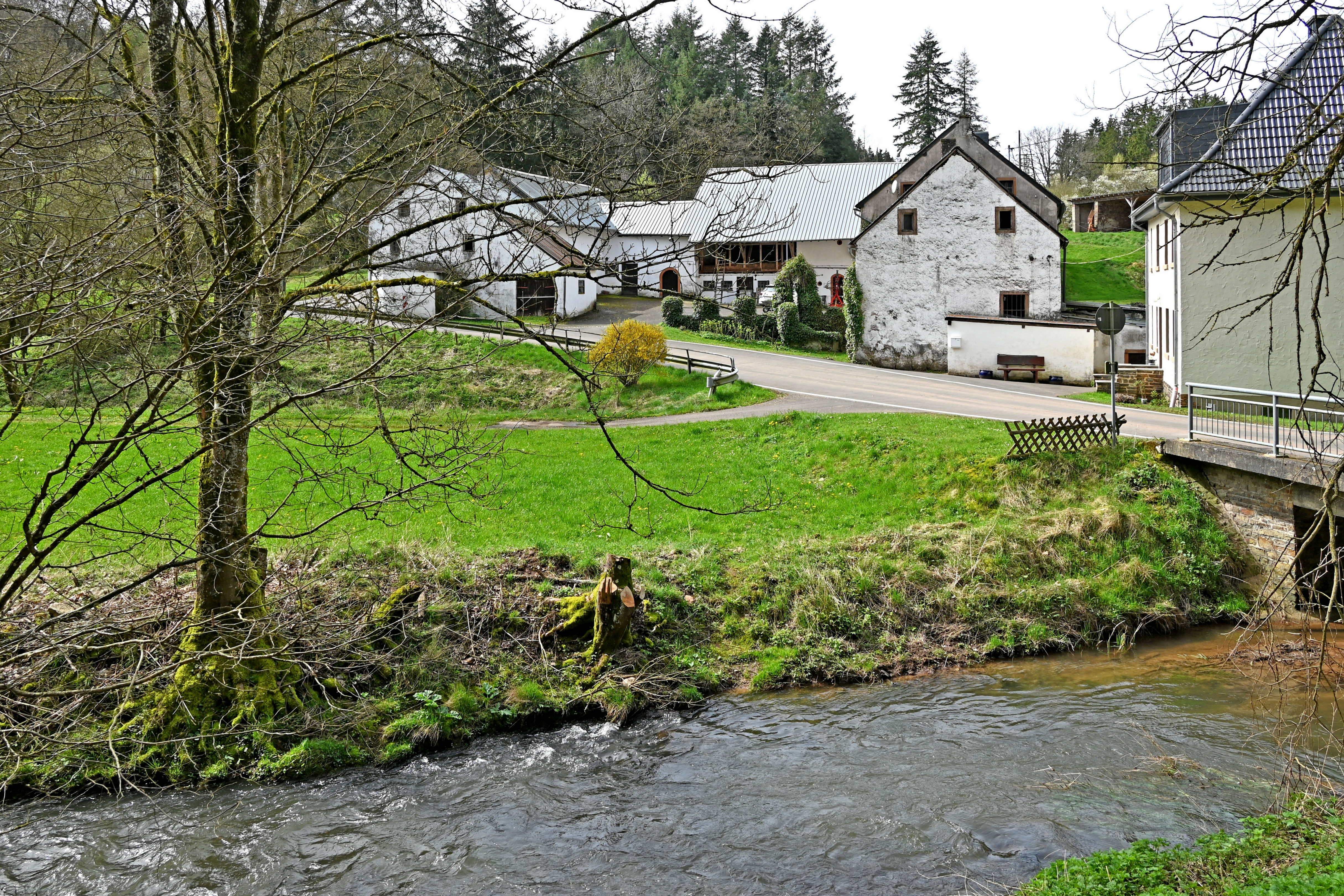
Habscheider Mühle am Alfbach (Prüm)

Habscheider Mühle ist ein Weiler der Ortsgemeinde Habscheid im Eifelkreis Bitburg-Prüm in Rheinland-Pfalz.

## Geographische Lage
Habscheider Mühle liegt rund 1,6 km südöstlich des Hauptortes Habscheid in Tallage. Der Weiler ist von umfangreichen Waldgebieten sowie wenigen kleinen landwirtschaftlichen Nutzflächen umgeben. Östlich der Ansiedlung fließt der Alfbach. Nördlich von Habscheider Mühle mündet der Hollbach in den Alfbach.

## Geschichte
Zur genauen Entstehungsgeschichte des Weilers liegen keine Angaben vor. Es ist anzunehmen, dass der heutige Weiler aus der ehemaligen Mühle am Alfbach hervorging. Das Gehöft stammt im Kern aus der erste Hälfte des 19. Jahrhunderts.
Zudem verlief etwas nördlich des Weilers eine Furt durch den Alfbach. Diese wurde bis ins 20. Jahrhundert genutzt und befindet sich heute auf der Gemarkung von Brandscheid.

## Kultur und Sehenswürdigkeiten

### Ehemalige Mühle / Bunkeranlagen
Die namensgebende Habscheider-Mühle befindet sich unmittelbar am Alfbach. Es handelt sich um eine Dreiflügelanlage aus der Mitte des 19. Jahrhunderts. Das östlichste Gebäude des Südflügels trägt die Bezeichnung 1863, das Wohnhaus ist mit 1870 bezeichnet. Die Mühle ist im Kern vermutlich noch vor 1810 entstanden.
Auf der Gemarkung der Habscheider Mühle befinden sich zudem einige Bunkeranlagen aus dem Westwall.
Siehe auch: Liste der Kulturdenkmäler in Habscheid

### Naherholung
Zum Wandern empfiehlt sich der Wanderweg 4 des Prümer Landes. Dieser führt unter anderem auch in den Weiler Habscheider Mühle. Weitere Highlights am Weg sind der Eisbach und das Tal des Alfbaches. Es handelt sich um einen Rundwanderweg mit einer Länge von rund 10 km.

## Verkehr
Es existiert eine regelmäßige Busverbindung ab Habscheid.
Habscheider Mühle ist durch die Kreisstraße 108 erschlossen. Diese endet im Weiler. Südlich verläuft die Landesstraße 16 durch Habscheid. Habscheider Mühle liegt zudem in unmittelbarer Nähe zur Bundesautobahn 60 mit der nächstgelegenen Anschlussstelle Bleialf.